# 松本千晶
松本 千晶（まつもと ちあき、1993年6月30日 - ）は、日本の映画監督、脚本家。神奈川県出身。武蔵野美術大学映像学科卒業。ロボット映画部所属。

## フィルモグラフィ
- 傀儡 - 2018年公開のミステリー映画。監督／脚本／企画。主演は木口健太。第38回ぴあフィルムフェスティバル (PFF) で上映され[4]、第9回アジア国際青少年映画祭 (AIYFF) でシナリオ賞を受賞した[5]。
- 空を歩く鳥 - 2018年公開のショートムービー。監督。主演は武内おと。さぬき映画祭2018で上映された[6]。